# Годе, Ройял
Ройял Годе (швед. Royal Goode, 1 сентября 1913 — 3 сентября 1978) — шведский шахматист, мастер. Один из сильнейших шахматистов Швеции 1950—1960-х гг. Серебряный призер чемпионата Швеции 1954 г. (поделил в турнире 1—2 места с Б. Хёрбергом, но проиграл дополнительный матч со счетом 1 : 2). В составе сборной Швеции принимал участие в шахматной олимпиаде (играл на запасной доске), а также в матче со сборной СССР (первая партия с будущим чемпионом мира Т. В. Петросяном завершилась вничью, во второй Годе, игравший белыми фигурами, потерпел поражение).

## Спортивные результаты
| Год  | Город        | Соревнование                                | + | − | = | Результат | Место |
| ---- | ------------ | ------------------------------------------- | - | - | - | --------- | ----- |
| 1954 | Хельсингборг | Чемпионат Швеции                            |   |   |   |           | 1—2   |
|      | Стокгольм    | Матч Швеция — СССР (против Т. В. Петросяна) | 0 | 1 | 1 | ½ из 2    |       |
|      | Амстердам    | XI Олимпиада (сборная Швеции, 2-й запасной) | 0 | 6 | 3 | 1½ из 9   |       |
| 1965 | Фальчёпинг   | Чемпионат Швеции                            | 4 | 4 | 7 | 7½ из 15  | 8—10  |
| 1966 | Мальмё       | Чемпионат Швеции                            | 2 | 4 | 9 | 6½ из 15  | 12    |